# Missy (Calvados)
Missy település Franciaországban, Calvados megyében. Lakosainak száma 508 fő (2018. január 1.). Missy Bougy, Gavrus, Grainville-sur-Odon, Le Locheur, Noyers-Bocage, Tessel és Noyers-Missy községekkel határos.

## Népesség
A település népességének változása:
| Lakosok száma | 311  | 326  | 319  | 439  | 463  | 540  | 557  | 517  | 486  | 508  |
|               | 1962 | 1968 | 1982 | 1990 | 1999 | 2008 | 2011 | 2013 | 2017 | 2018 |